# 양준우
양준우(1995년 5월 28일 ~)는 대한민국의 정당인이다. 국민의힘 1기 대변인을 맡았었다.

## 방송
- 나는 국대다 (2021) - 준우승

## 경력
- 조선일보 인턴기자
- 메이플스토리 고객간담회 유저 대표